# Dino Di Luca
Dino Di Luca, nome d'arte di Guido Di Luca (Livorno, 5 maggio 1903 – Genova, 11 maggio 1991), è stato un cantante e attore italiano, attivo in radio, cinema e televisione.

## Biografia
Negli anni trenta è attivo come cantante in radio (è uno dei tre moschettieri in una famosa rubrica) e incide diversi dischi per la Cetra. Dal 1930 fino a metà degli anni quaranta recita anche nel cinema dove viene impiegato come attore in ruoli secondari in pellicole come La cieca di Sorrento del 1934 di Nunzio Malasomma e I promessi sposi del 1941 di Mario Camerini nella parte del Griso.
Negli anni cinquanta emigra negli Stati Uniti d'America, dove recita in produzioni televisive americane. Nel 1952 collabora con l'attrice americana Shirley Booth nella produzione di Broadway del dramma Tempo del cuculo (The Time of the Cuckoo) di Arthur Laurents.
Sposato con l'attrice Lilla Brignone, muore nel 1991 a 88 anni.

## Filmografia parziale
- Il richiamo del cuore, regia di Jack Salvatori (1930)
- Creature della notte, regia di Amleto Palermi (1934)
- La cieca di Sorrento, regia di Nunzio Malasomma (1934)
- Il ponte dei Sospiri, regia di Mario Bonnard (1940)
- I promessi sposi, regia di Mario Camerini (1941)
- Sant'Elena, piccola isola, regia di Renato Simoni e Umberto Scarpelli (1943)
- Silenzio si gira, regia di Carlo Campogalliani (1943)
- I dieci comandamenti, regia di Giorgio Walter Chili (1945)
- Un uomo ritorna, regia di Max Neufeld (1946)
- Il cardinale (The Cardinal), regia di Otto Preminger (1963)